# Serica falli
Serica falli är en skalbaggsart som beskrevs av Dawson 1932. Serica falli ingår i släktet Serica och familjen Melolonthidae. Inga underarter finns listade i Catalogue of Life.